# Jayro Jean
Jayro Hestefano Jean (Puerto Príncipe, 22 de junio de 1998) es un futbolista haitiano. Juega de extremo y su equipo es el Qadsia S. C. de la Liga Premier de Kuwait. Es internacional absoluto por la selección de Haití desde 2023.

## Trayectoria
Nacido en Puerto Príncipe, comenzó su carrera en el Saint Louis y el America des Cayes de su país para luego migrar a la Liga Dominicana de Fútbol A Jugar Con Club Atlético San Cristobal y Jarabacoa Fútbol Club .
En 2021 continuó su carrera en Bolivia, fichando por el Real Santa Cruz Hasta Finales de La Temporada 2022 . 
En el 2023 Fue Cedido A Always Ready De La Primera División De La Liga Boliviana De Fútbol Convirtiéndose En Uno De Los Referentes Del Equipo Junto A Su Compañero Dominicano Dorny Romero.
En el 2024 Fichó Por el FC Aktobe De Kazakhstan Premier League Donde Jugó Un Total de 1328 Minutos En 23 Partidos Anotando 4 Goles y 3 Asistencia.
En el 2025 Fichó por Al-Qadsia de la Zain Premier League de Kuwait A Menos de Un Mes Volvió Para el FC Aktobe De Kazakhstan Premier League Donde Hoy En Día Juega.

## Selección nacional
Debutó con la selección de Haití el 20 de junio de 2023 ante Trinidad y Tobago.

### Participaciones en copas continentales
| Copa                            | Sede                    | Resultado      |
| ------------------------------- | ----------------------- | -------------- |
| Copa de Oro de la Concacaf 2023 | Estados Unidos · Canadá | Fase de grupos |

## Clubes
| Club                     | País                 | Año           |
| ------------------------ | -------------------- | ------------- |
| Saint Louis              | Haití                | -2018         |
| America des Cayes        | Haití                | 2018          |
| C. A. San Cristóbal      | República Dominicana | 2019-2020     |
| Jarabacoa F. C.          | República Dominicana | 2021          |
| Real Santa Cruz          | Bolivia              | 2021-2022     |
| Always Ready             | Bolivia              | 2023-2024     |
| Real Santa Cruz (cedido) | Bolivia              | 2023          |
| F. C. Aktobe             | Kazajistán           | 2024          |
| Qadsia S. C.             | Kuwait               | 2025-presente |

## Palmarés

### Títulos nacionales
| Título             | Club         | País       | Año  |
| ------------------ | ------------ | ---------- | ---- |
| Copa de Kazajistán | F. C. Aktobe | Kazajistán | 2024 |